# Nikki Rapp

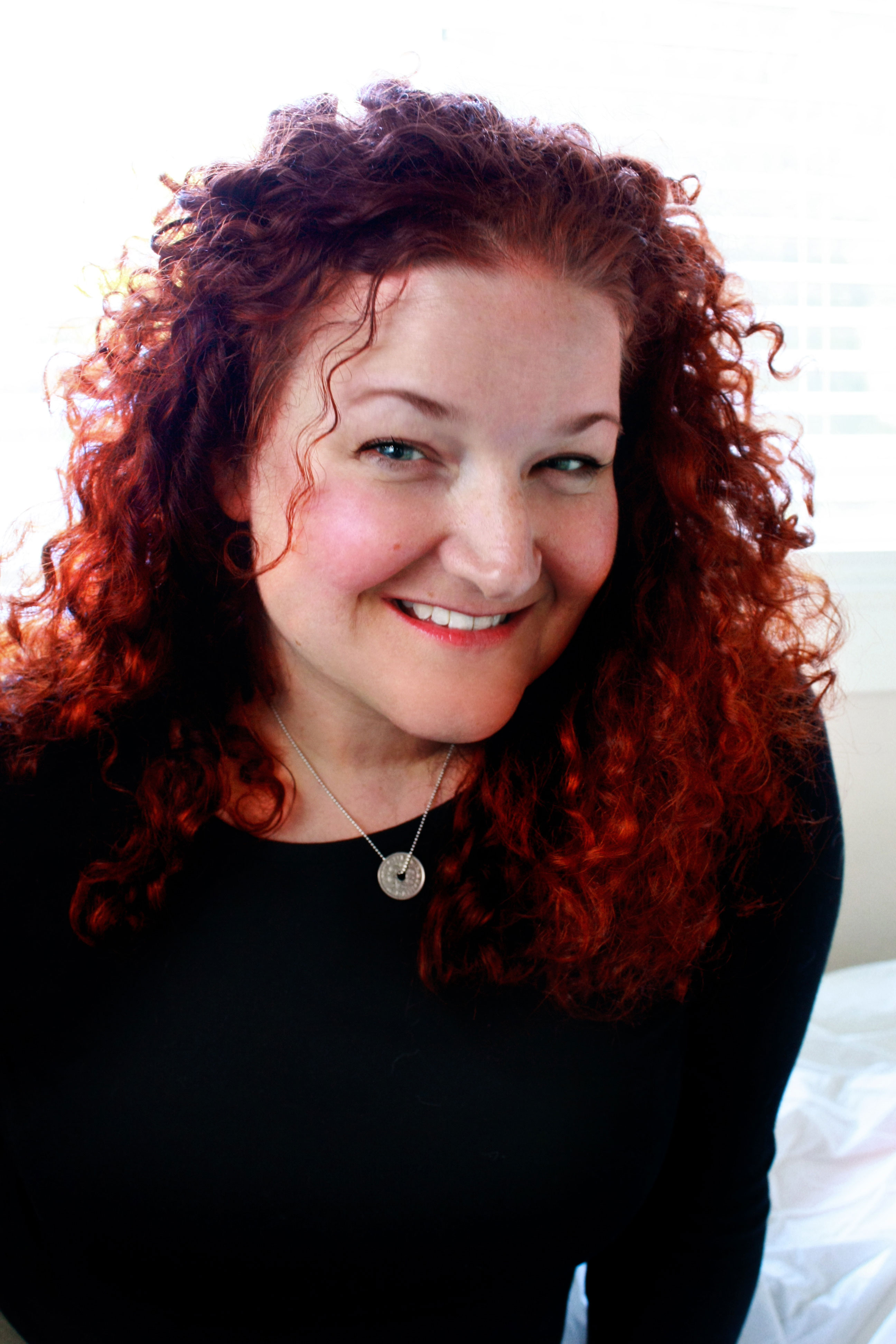
Nicki Rapp

Nikki Rapp, auch Nicki Rapp (* 4. September 1972 in Kalifornien) ist eine US-amerikanische Synchronsprecherin, die hauptsächlich als Sprecherin für Computerspiele tätig ist.

## Leben und Karriere
Rapp wuchs in Santa Rosa (Kalifornien) auf. Sie studierte Theater an der American Academy of Dramatic Arts und übernahm in dieser Zeit erste Sprechrollen. Ihre Karriere fing 2003 an, als sie für den ersten Teil der Computerspielreihe Die Sims als Sprecherin wirkte. Es folgten weitere Sprechrollen für Videospiele, von denen Lili Zanotto in Psychonauts, Morgan LeFlay in Tales of Monkey Island und die Rolle der Lilly in The Walking Dead die bekanntesten sind. Im Jahr 2015 sprach sie in der Serie Long Live the Royals die Stimme der Alex.

## Sprechrollen (Auswahl)
- 2003: Sims
- 2004: Sims 2
- 2005: Psychonauts
- 2007: ObsCure II
- 2009: Sims 3
- 2009: Tales of Monkey Island
- 2010: Sam & Max: The Devil’s Playhouse
- 2012: The Walking Dead
- 2013: Dawngate
- 2015: Long Live the Royals
- 2015: Fat Princess Adventures
- 2016: Firewatch